# Sant Aventí de Montsor
Sant Aventí de Montsor era una capella o ermita romànica del poble de Montsor, pertanyent al municipi de la Pobla de Segur, a la comarca del Pallars Jussà.
Només es coneix una citació documental, d'aquesta església. És del 973, i se'n parla en les afrontacions del poble de Sossís. En les enquestes fetes el 1790 per Francisco de Zamora a Montsor, apareix un esment a una capella derruïda dedicada a sant Aventí, en el camí de Peracalç.